# Vinzenz-Heim Aachen

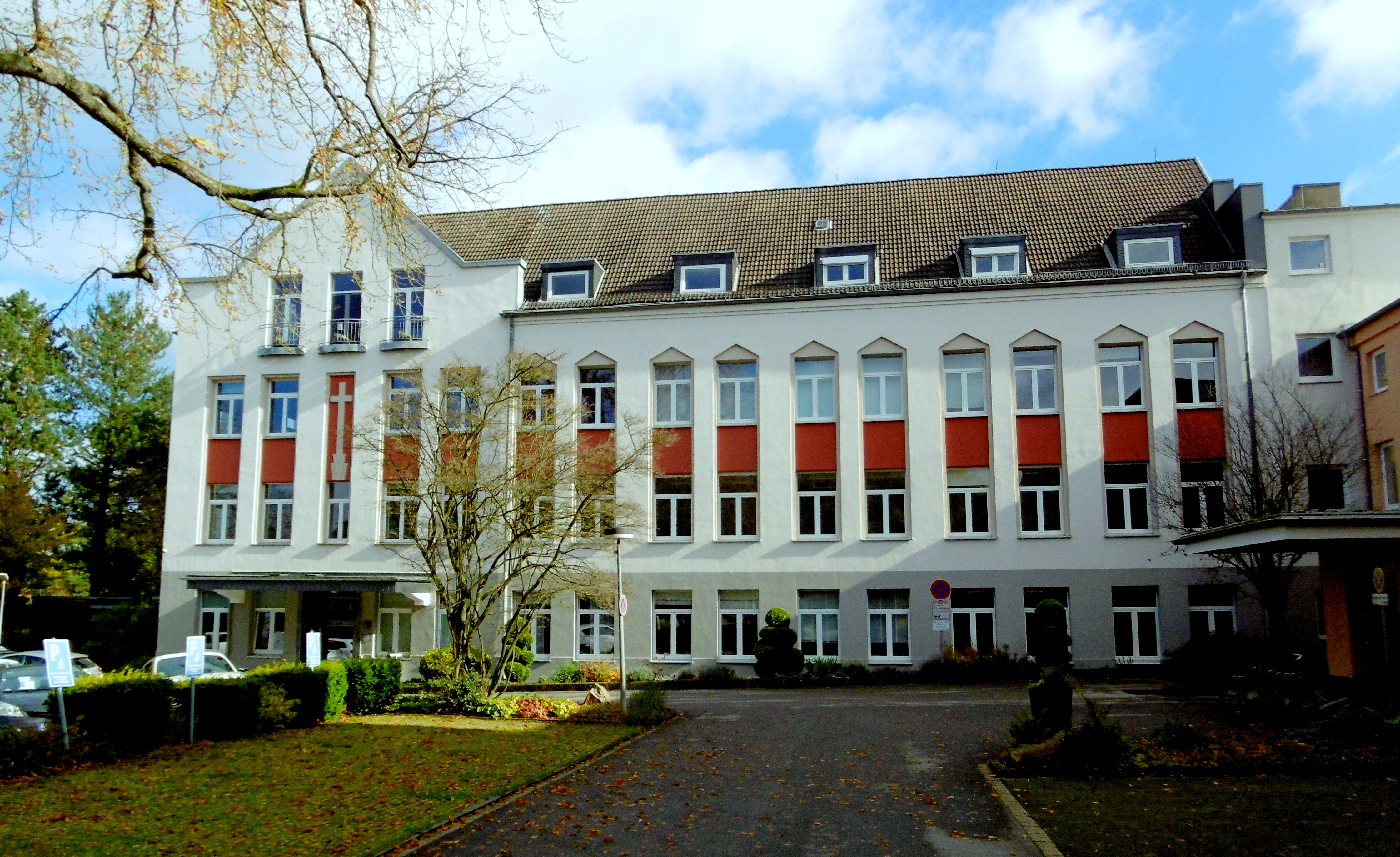
Vinzenz-Heim, Haupteingang Kalverbenden

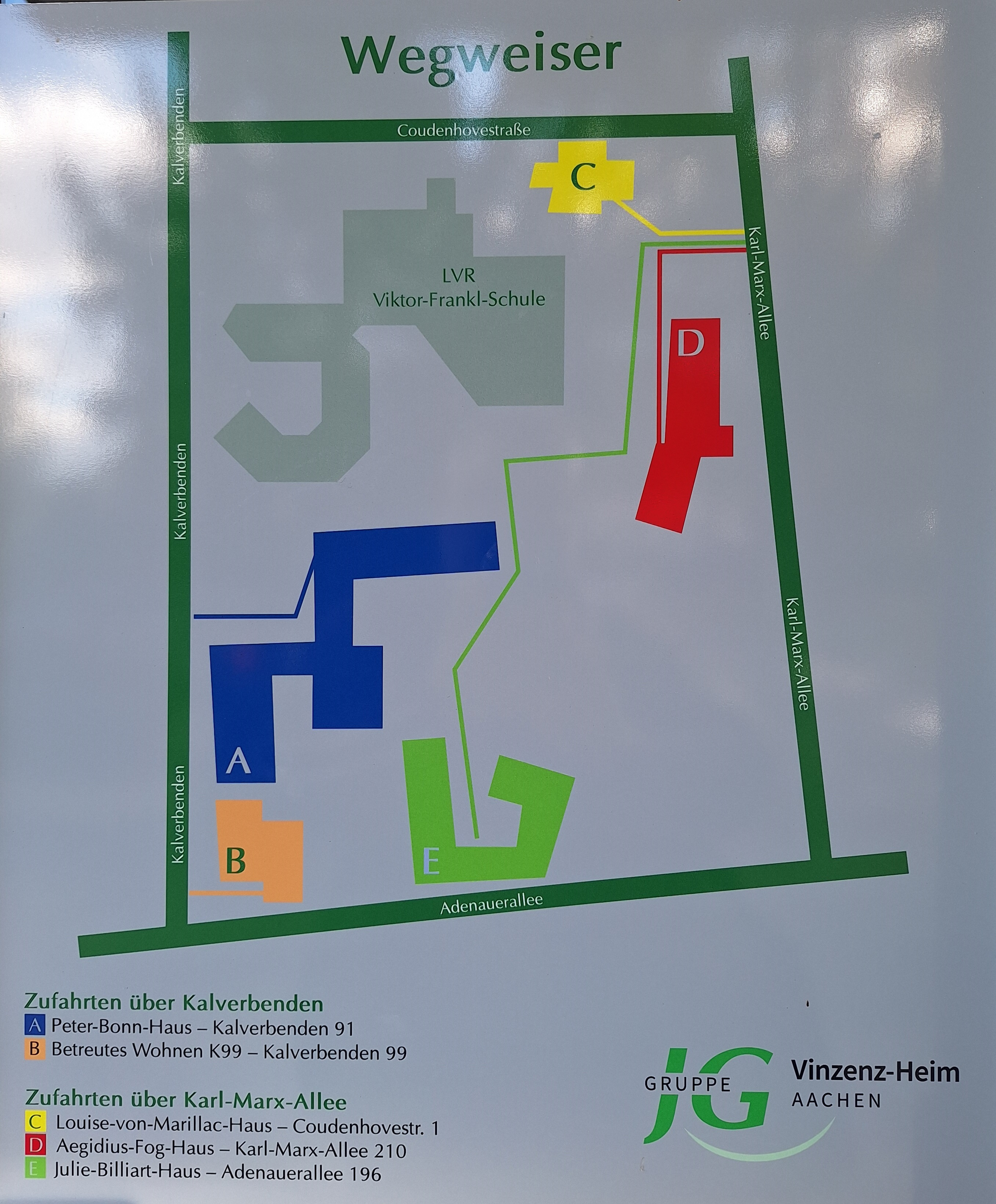
Plan der Anlage in Burtscheid

Das Vinzenz-Heim Aachen oder kurz Vinzenz-Heim ist eine Einrichtung für Menschen mit Behinderung in der Trägerschaft der Josefs-Gesellschaft gAG (JG-Gruppe). Die Einrichtung wurde 1905 gegründet hat ihren Hauptsitz in Aachen.

## Struktur
Das Vinzenz-Heim ist in mehrere Häuser unterteilt und verfügt über Standorte in den Aachener Stadtteilen Burtscheid und Brand sowie in den Nachbarstädten Alsdorf, Herzogenrath und Simmerath. Die Einrichtung beschäftigt derzeit insgesamt rund 500 Mitarbeiter und rund 100 Ehrenamtliche. Darüber hinaus gehört ihr eine Koordinierungs-, Kontakt- und Beratungsstelle (KoKoBe) für Menschen mit Behinderung an.  
Am Hauptstandort im Süden Burtscheids befinden sich das Peter-Bonn-Haus, das Louise-von-Marillac-Haus, das Aegidius-Fog-Haus, das Julie-Billiart-Haus sowie das Gebäude K99 mit betreutem Wohnen. Dort leben derzeit (2024) etwa 280 Menschen. Das Wohnheim in Alsdorf führt den Namen Anna-Roles-Haus, in Simmerath Helena-Stollenwerk-Haus und im Herzogenrather Stadtteil Kohlscheid Wilhelm-Rombach-Haus nach dem ehemaligen langjährigen Leiter der Josefs-Gesellschaft.
Die gegenwärtige Einrichtungsleitung besteht seit Mitte 2024 aus Christiane Gülpen und Heinz-Josef Scheuvens.
Beim Wettbewerb Great Place to Work 2017 errang das Vinzenz-Heim den 1. Preis, außerdem den Sonderpreis Qualifizierung für besondere Leistungen und hohes Engagement bei der Qualifizierung der Mitarbeitenden.
Auf dem Areal des Vinzenz-Heims in Burtscheid befindet sich neben Sportstätten auch ein Garten der Sinne sowie eine Kantine im Peter-Bonn-Haus.
Der Vinzenz-Blick ist die interne Zeitschrift, die mehrmals im Jahr erscheint. Verantwortlich im Sinne des Presserechts ist Gudrun Jörißen.

## Vinzenz-von-Paul-Berufskolleg
Das Vinzenz-von-Paul-Berufskolleg – abgekürzt VVP-BK – ist eine katholische freie Sonderschule der Sekundarstufe II für Wirtschaft und Verwaltung für junge Menschen mit Körper- und Mehrfachbehinderungen oder seelischen Beeinträchtigungen wie in erster Linie dem Asperger-Syndrom. Sie gliedert sich in die drei Bildungsgänge Arbeitsvorbereitung, Handelsschule (Berufsfachschule) und Schule für Staatliche geprüfte kaufmännische Assistenten mit etwa 100 Schülerinnen und Schülern. Das Berufskolleg ist eine private Ersatzschule in Trägerschaft der Josefs-Gesellschaft gAG und unterliegt der Fachaufsicht der Bezirksregierung Köln und des Schulministeriums NRW. Der Bildungs- und Erziehungsauftrag des VVP-BKs ist nach dem nordrhein-westfälischen Schulrecht geregelt und es gilt die „Ausbildungs- und Prüfungsordnung Berufskolleg“ (APO-BK) der Berufskollegs in Nordrhein-Westfalen.
Die Benennung nach Vinzenz von Paul (1581–1660), einem französischen Priester, geschah im Geist der katholisch geprägten Trägerschaft. Die Partnerschule National Star College befindet sich in der südwestenglischen Stadt Gloucester. Schulleiter seit 2022 ist Andreas Schmitz. Die Schule ist im ersten, zweiten und dritten Geschoss des Peter-Bonn-Hauses untergebracht, einem ehemaligen Krankenhaus; das dazugehörende Internat hat 45 Plätze.